# 卢什托萨
卢什托萨是葡萄牙波尔图区的一个堂区。总面积10.38平方公里，总人口9000人，人口密度427.5人/平方公里。
邮编：4620-245